# Диспропорционирование
Диспропорциони́рование (дисмутация) — химическая реакция, в которой один и тот же элемент выступает и в качестве окислителя, и в качестве восстановителя, причём в результате реакции образуются соединения, которые содержат один и тот же элемент в разных степенях окисления.
Примером может служить реакция взаимодействия оксида азота(IV) с водой:
или реакция разложения хлората калия :
Некоторые реакции диспропорционирования идут только при определенном рН среды. Например, иод, так же как и сера, диспропорционирует только в щелочной среде:
Реакция диспропорционирования обратна реакции конпропорционирования. Чтобы понять, при каких условиях возможна реакция диспропорционирования, можно использовать диаграмму Фроста, диаграмму Пурбе или таблицу окислительно-восстановительных потенциалов.